# Spirochéty
Spirochéty jsou gramnegativní bakterie, řazené do kmene Spirochaetota, s charakteristickým tvarem dlouhé, štíhlé spirály. Jsou pohyblivé, chemoheterotrofní, anaerobní a vesměs volně žijící, ale známe i patogenní druhy.

## Charakteristika

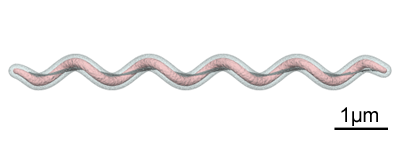
Schéma bakteriální buňky

Spirochéty jsou dlouhé, tenké, ohebné bakterie charakteristického šroubovitého tvaru, 5–500 μm dlouhé a 0,2–7 μm široké. Množí se příčným dělením, případně pučením. Jsou velmi pohyblivé, a to díky tzv. osovému vláknu, což je kontraktilní struktura podobná bakteriálnímu bičíku, která je zabudovaná v buněčné stěně a spirálně se ovíjí kolem protoplastu. Osová vlákna vedou od pólů buňky k jejímu středu, kde se protilehlá vlákna více či méně přesahují. Díky tomu se spirochéty pohybují vývrtkovitým otáčením kolem vlastní osy nebo smršťováním a natahováním celé buňky.
V patogenezi jsou důležité morfologické změny a změny v expresi povrchových proteinů. V nepříznivých podmínkách jsou spirochéty schopny tvořit cysty (zapouzdřit se) a být rezistentní vůči protilátkám a lékům. Hostitel na zapouzdřené spirochéty nereaguje. V příznivých podmínkách cystickou strukturu změní na pohyblivou spirochétu a opět poškozují hostitelovy buňky a vyvolávají reakci. Jsou s to tvořit kulovité formy (sféroplast, L-forma) a „váčky“ (gemmy; gemma je lat. pupen). Při vytvoření L-formy, tzn. formy bakterie bez buněčné stěny („cell wall deficient“, CWD) jsou rezistentní vůči těm antibiotikům, která působí na buněčnou stěnu (peniciliny, cefalosporiny). Další strukturou odvozenou z membrány je vezikul. U mnoha druhů všech rodů spirochét je zdokumentována tvorba drobných lomivých granulí, jejich rozmnožování a vývoj ve spirálovitou formu. Spirocheální bakterie mají také schopnost maskovat se vniknutím do intracelulárního prostoru, čímž se vyhýbají detekci imunitním systémem. Tato forma úniku spirochétě umožňuje, aby zůstala nečinná dlouhou dobu.

## Barvení
Gramovo barvení není v případě spirochét příliš vhodné, barví se velmi špatně a když už, tak jen staré buňky, a to negativně. Význam má barvení Giemsou, používá se též impregnace stříbrem. Spirochéty se dají pozorovat také v nativním preparátu, v zástinu nebo při použití fázového kontrastu – při tomto způsobu je často prozradí jejich charakteristický pohyb.

## Patogenní spirochéty
- Treponema spp. – původce syfilis člověka (T. pallidum), frambézie (T. pertenue), pinty (T. carateum), nemoci Bejel neboli endemické syfilitidy a spirochetózy (syfilis) králíků. Některé další patogenní treponemy způsobují parodontózu (T. denticola, T. pectinovorum, T. socranskii, T. vincentii).[6]
- Borrelia spp. – u člověka, psů, koní, skotu a ovcí původce lymské borreliózy,[7] u člověka původcem návratného tyfu (B. recurrentis), tropické návratné horečky (B. recurrentis); z nemocí zvířat Borrelia způsobuje borreliózu ptáků včetně drůbeže (B. anserina), spirochetózu skotu (B. theileri) a epizootické aborty skotu (B. coriaceae).[8][9]
- Leptospira spp. – původce leptospiróz zvířat, příp člověka. V roce 2020 je uváděno 66 druhů s více než třemi sty sérotypů.[10] Bakterie Leptospira parazitují zejména na zvířatech, méně na člověku. Případná nákaza (antropozoonóza) se týká především osob pracujících se zvířaty, s odpadní vodou, záchranářů při záplavách či lidí koupajících se a sportujících ve stojaté vodě. (L. alexanderi, L. borgpetersenii, L. interrogans sérotypy Hardjo, Copenhageni a Icterohaemorrhagiae, L. kirschneri, L. mayottensis, L. noguchii, L. santarosai, L. weilii a další). Sérotypy druhu L. interrogans mohou ve vhodném prostředí (povrchová voda) přežívat dlouhodobě.[11][12]
- Brachyspira spp. – původce dysentérie prasat (B. hyodysenteriae) nebo spirochetózy střeva prasat (B. pilosicoli); příčinou onemocnění, které probíhá pod klinickým obrazem dyzentérie, jsou i druhy B. hampsonii a B. suanatina. Příčinou spirochetézy slepých střev drůbeže je B. intermedia, B. alvinipulli a zmíněná B. pilosicoli.[13]